# Burgruine Speckfeld

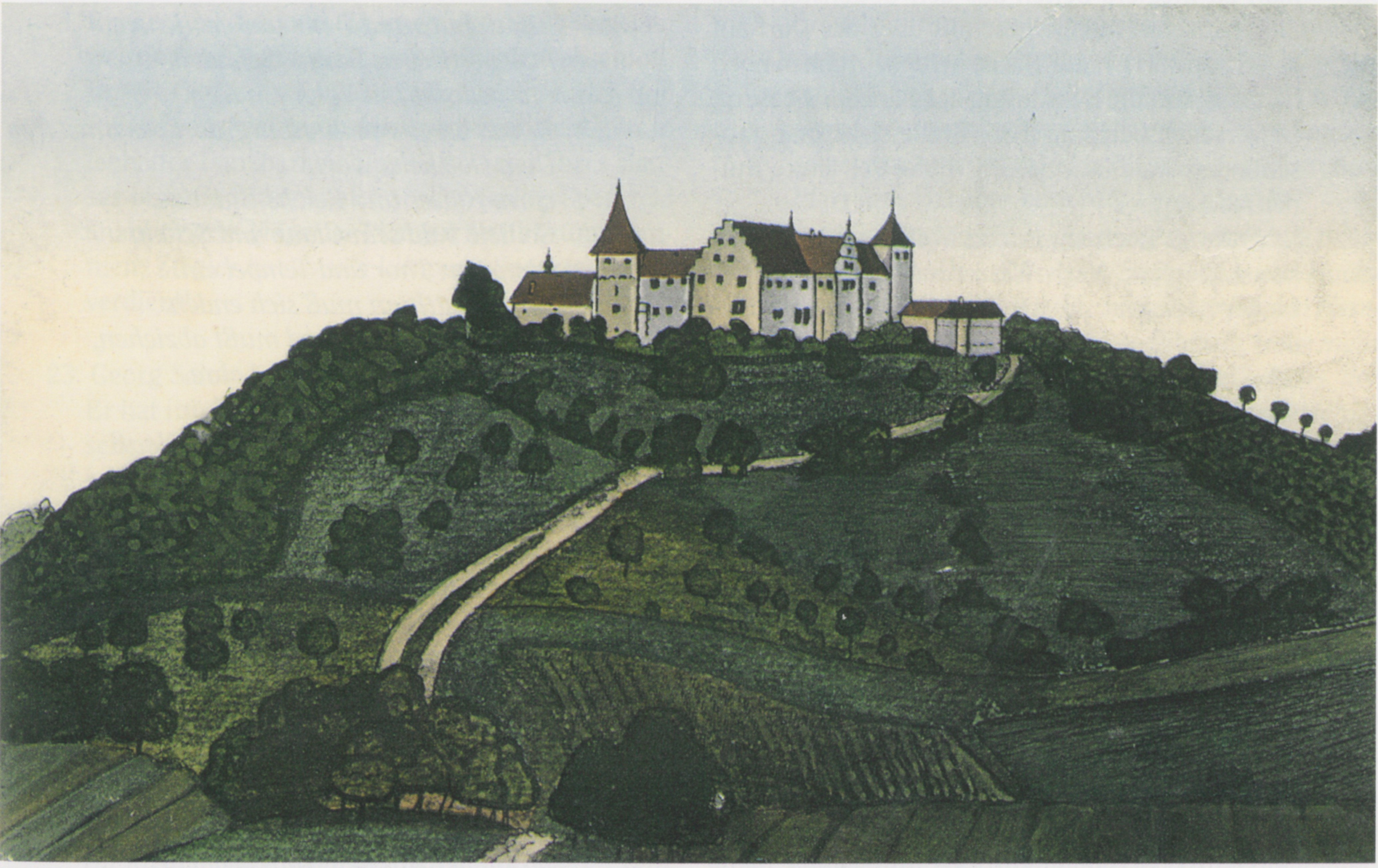
Burg Speckfeld vor der Zerstörung, Gemälde von 1701

Die Burgruine Speckfeld ist die Ruine einer Höhenburg auf einem bewaldeten 420 m ü. NN hohen Bergkegel, „Schlossberg“ genannt, etwa 2550 Meter nordöstlich des Marktes Markt Einersheim im unterfränkischen Landkreis Kitzingen in Bayern.

## Geschichte
Die Burg wurde vermutlich um das Jahr 1200 erbaut, die Oberlehensherren der Anlage waren im 14. Jahrhundert die Bischöfe von Würzburg und Bamberg. Die Erbauer waren die seit 1155 urkundlich genannten Edelherren von Speckfeld, die von den Edelfreien von Uffenheim abstammen und um 1300 ausgestorben sind. Seit 1306 ist hier ein Vogt der Herren von Hohenlohe nachweisbar und von 1370 bis 1384 diente es als Witwensitz der Elisabeth von Hohenlohe. Nachdem die Veste 1399 ihrem Enkel Johann von Hohenlohe vorübergehend wegen Straßenraubs entzogen worden war, vererbte er die Herrschaft 1412 seinen Schwägern Graf Leonhard von Castell und Schenk Friedrich von Limpurg. Nachdem dieser 1435 die Casteller Hälfte aufkaufen konnte, besaßen seine Nachkommen die Schenken von Limpurg die Burg bis 1713. Im Zuge des Bauernkrieges wurde Burg Speckfeld am 16. Mai 1525 zerstört und anschließend wieder neu errichtet. Eine weitere Zerstörung erfolgte 1558, als ein Brand die Nord- sowie die Ostseite der Burg vernichtete. 1580 wurde sie danach wieder aufgebaut. Auch der Dreißigjährige Krieg (1618 bis 1648) hinterließ Spuren an der Burg, als sie von schwedischen Truppen und Kaiserlichen mehrfach geplündert wurde. Auch danach wurde sie 1624 wieder hergerichtet. Der Besitzer Vollrath Schenk zu Limpurg-Speckfeld zog 1693 in sein neues Schloss Einersheim im gleichnamigen Ort um und verließ Burg Speckfeld als Herrschaftssitz. Im Jahr 1711 heiratete eine Tochter der zu Limpurg-Speckfeld den holländischen Reichsgrafen von Rechteren, die Familie nannte sich ab 1745 von Rechteren-Limpurg-Speckfeld. Danach begann die Höhenburg zu verfallen und wurde zum Teil abgerissen und als Steinbruch genutzt.
Die Burgruine ist im Besitz der bayerischen Staatsforsten, seit 1991 werden die Burgreste restauriert. Die Burgstelle ist als Baudenkmal D-6-75-148-19 „Burgruine Speckfeld“ sowie als Bodendenkmal D-6-6327-0008 „Mittelalterliche und neuzeitliche Burgruine Speckfeld“ vom Bayerischen Landesamt für Denkmalpflege erfasst.

## Beschreibung
Von der ehemaligen Burganlage sind noch eine 15 Meter hohe Mauer mit einem Torbogen und drei Fensteröffnungen, eine Seitenwand des Torturms (ein Bergfried), Reste eines Burgkellers, kleine Gewölbereste und der Burgbrunnen erhalten. An drei Seiten ist noch der Burggraben zu erkennen.

## Sage
Nachdem das Schloss im Bauernkrieg niedergebrannt worden war, ging die Sage um, dass sich unter den Ruinen ein Schatz befindet. Ein Bauer behauptete, dass der Schatz unter einem Haselbusch zu finden sei und schaltete sogar den Bischof ein, um sich die Erlaubnis einzuholen, den Schatz zu heben. Der Bischof soll auch die Erlaubnis erteilt und zwei Diener geschickt haben, um bei der Hebung zu helfen. Man fand aber nichts und der Bauer wurde in der ganzen Umgebung ausgelacht.

## Naturschutz
Die Burgruine Speckfeld liegt innerhalb des Naturwaldes Speckfeld, der auch als Naturwaldreservat bekannt ist. Innerhalb dieses Schutzgebietes wurden verschiedene gefährdete Arten nachgewiesen, wie zum Beispiel die Bechsteinfledermaus.